# Gobiesox lucayanus
Gobiesox lucayanus — вид риб родини присоскоперих (Gobiesocidae). Вид зустрічається на заході Атлантики  біля берегів Куби та  Багамських островів. Риба сягає завдовжки 6 см.